# Bạch đầu Trung bộ
Bạch đầu Trung bộ, tên khoa học Vernonia annamica, là một loài thực vật có hoa trong họ Cúc. Loài này được (Gagnep.) Merr. mô tả khoa học đầu tiên năm 1940.. Cây được tìm thấy trên Lang Biang.